# Stazione di Poelchaustraße
La stazione di Poelchaustraße si trova a Marzahn nel distretto di Marzahn-Hellersdorf di Berlino ed è servita dalla linea S7 della S-Bahn di Berlino.